# Wilfried Hochholdinger

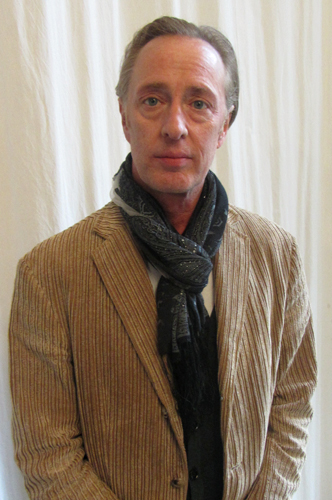

Wilfried Hochholdinger (* 8. Oktober 1962 in Bamberg) ist ein deutscher Schauspieler, Komponist und Sprecher.

## Leben
Hochholdinger absolvierte von 1984 bis 1986 seine Schauspielausbildung an der Otto-Falckenberg-Schule in München. Noch während seiner Ausbildung drehte er an der Seite von Bobby McFerrin seinen ersten Film Orpheus kehrt zurück unter der Regie von Peter Lämmle. Seitdem ist Hochholdinger durch zahlreiche Kino- und Fernsehfilme sowie Serien bekannt geworden. Als Sprecher hat er u. a. Werbespots für die Deutsche Telekom und Zurich Financial gesprochen sowie zahlreiche Hörspiele und Hörbücher gelesen.
Neben seiner Schauspielkarriere verfolgt Hochholdinger auch eine Musiklaufbahn. Er besuchte das musische E.T.A. Hoffmann-Gymnasium Bamberg und sang viele Jahre im Bamberger Domchor. Von 1997 bis 2000 war er Songwriter, Gitarrist und Sänger der Glamrockband HOLD, mit der er einige Konzerte spielte und mehrere Singles veröffentlichte. 2013 und 2016 veröffentlichte Hochholdinger unter dem Namen HOLD zwei Konzeptalben namens HOLD ME. und THE MOODY EUROPEAN. Der Titel Guardian Angel aus dem Album THE MOODY EUROPEAN ist Teil des Soundtracks der Webserie Wishlist. Außerdem spielt er u. a. Gitarre, Klavier, Saxofon und Geige. Hochholdinger komponierte Filmmusik für u. a. Ein Fall für zwei, Stockinger und Kommissar Rex.

## Theater
- 1986: Die Intendanten zu Berlin
- 1987 – 1989: Landesbühne Hannover
- 1989 – 1990: Schauspielhaus Düsseldorf
- 1990 – 1991: Kammerspiele Düsseldorf
- 1994: Prinzregententheater München: Titus Andronicus von Shakespeare (Regie: Tilman Knabe)
- 2005 – 2006: Maxim Gorki Theater, Berlin: Muxmäuschenstill von Nico Rabenald (Regie: Volker König)
- 2006: Komödie am Kurfürstendamm, Berlin: Der Menschenfeind von Molière (Regie: Martin Wölffer)

## Filmografie (Auswahl)

### Kinofilme
- 1993: Affären
- 1995: Nach Fünf im Urwald
- 1997: Angel Express
- 1997: Roter Tango
- 1998: Jimmy the Kid
- 1998: Candy
- 1999: Otto – Der Katastrofenfilm
- 2000: Birthday
- 2000: Die Nachtschwester
- 2000: Der Tunnel
- 2002: A Sound of Thunder
- 2004: Agnes und seine Brüder
- 2005: Elementarteilchen
- 2006: Leroy
- 2007: Gellert
- 2007: U-900
- 2009: Inglourious Basterds
- 2011: X-Men: Erste Entscheidung (X-Men: First Class)
- 2014: Wir machen durch bis morgen früh
- 2017: High Society
- 2019: Traumfabrik
- 2022: Alma und Oskar
- 2023: The Palace
- 2024: Die Ermittlung

### Fernsehfilme und -serien
- 1992: Forsthaus Falkenau (Fernsehserie, Folge Der Schützenkönig)
- 1992–2015: SOKO 5113/SOKO München (Fernsehserie, verschiedene Rollen, 3 Folgen)
- 1993: Der große Bellheim (Fernsehvierteiler)
- 1993: Derrick (Fernsehserie, Folge Ein sehr trauriger Vorgang)
- 1993,1994: Der Fahnder (Fernsehserie, verschiedene Rollen, 2 Folgen)
- 1993–1999: Wolffs Revier (Fernsehserie, verschiedene Rollen, 3 Folgen)
- 1994: Schwarz greift ein (Fernsehserie, Folge Habgier)
- 1994: Der König (Fernsehserie, Folge Die Leich' im Karpfenteich)
- 1994: Blut an der Wiege
- 1995: Alles außer Mord (Fernsehserie, Folge Marion Nr. 5)
- 1995: Die Wache (Fernsehserie, Folge Freitag, der 13.)
- 1995: Tödliche Wahl (Fernsehdreiteiler)
- 1995: Weihnachten mit Willy Wuff – Eine Mama für Lieschen
- 1995: Tatort: Im Herzen Eiszeit (Fernsehreihe)
- 1995: Tatort: Herz As
- 1995,2009,2023: Der Alte (Fernsehserie, verschiedene Rollen, 3 Folgen)
- 1996,2000: Balko (Fernsehserie, verschiedene Rollen, 2 Folgen)
- 1996: Auf Achse (Fernsehserie, Folge Pulverfaß)
- 1996: Das Karussell des Todes
- 1996: Der Mann ohne Schatten (Fernsehserie, Folge Der Bomber)
- 1996: Stockinger (Fernsehserie, Folge Unschuldslämmer)
- 1996: Willi und die Windzors
- 1996: Tatort: Der Phoenix-Deal
- 1997–2013: Alarm für Cobra 11 (Fernsehserie, verschiedene Rollen, 4 Folgen)
- 1997: Kommissar Rex (Fernsehserie, Folge Mord à la carte)
- 1997: Tatort: Eulenburg
- 1997: Anwalt Abel (Fernsehserie, Folge Erpresserspiel)
- 1997: Faust (Fernsehserie, Folge Powerslide)
- 1997: Operation Phoenix – Jäger zwischen den Welten (Fernsehserie, Folge Das Baby und die Bestie)
- 1997: Einsatz Hamburg Süd (Fernsehserie, Folge Der Mann aus Eisen)
- 1997: Große Freiheit (Fernsehserie, 2 Folgen)
- 1997: Frauen morden leichter (Fernsehserie, 6 Folgen)
- 1997: Das Urteil
- 1998: Ein Fall für Zwei (Fernsehserie, Folge Ziel der Begierde)
- 1998: Der Mann für alle Fälle: Die Hure Babylon (Fernsehreihe)
- 1999: Der Mann für alle Fälle: Ein ganz gewöhnlicher Totschlag
- 1999: Der Elefant in meinem Bett
- 1999: Stubbe – Von Fall zu Fall: Kein Tod ist wie der andere (Fernsehreihe)
- 1999: Honigfalle – Verliebt in die Gefahr
- 1998: Die Cleveren (Fernsehserie, Folge Gier)
- 1998: Die Neue – Eine Frau mit Kaliber (Fernsehserie, Folge Mozarts Erben)
- 1999: Tatort: Drei Affen
- 2000: Die Todeswelle – Eine Stadt in Angst
- 2000–2008: Im Namen des Gesetzes (Fernsehserie, verschiedene Rollen, 4 Folgen)
- 2001: Die Kommissarin (Fernsehserie, Folge Abschiedskonzert)
- 2001: Medicopter 117 – Jedes Leben zählt (Fernsehserie, Folge Mister Radio)
- 2001: Ein Yeti zum Verlieben
- 2002: Edel & Starck (Fernsehserie, Folge Ein Soufflee der Götter)
- 2002: SOKO Leipzig (Fernsehserie, Folge Echte Profis)
- 2002: Joe & Max
- 2002: Blond: Eva Blond! – Das Buch der Beleidigungen (Fernsehreihe)
- 2002: Siska (Fernsehserie, Folge Die Hölle ist anderswo)
- 2003: Freundinnen für immer
- 2003: Irgendwas ist immer
- 2004: Stauffenberg
- 2004: Unter Verdacht: Gipfelstürmer (Fernsehreihe)
- 2004: Edel & Starck (Fernsehserie, Folge Liebe geht durch den Magen)
- 2004–2020: SOKO Köln (Fernsehserie, verschiedene Rollen, 4 Folgen)
- 2005–2012: SOKO Kitzbühel (Fernsehserie, verschiedene Rollen, 3 Folgen)
- 2005: Speer und Er (Fernsehdreiteiler, 2 Folgen)
- 2005: Das Duo: Blutiges Geld (Fernsehreihe)
- 2005: Der Fürst und das Mädchen (Fernsehserie, 6 Folgen)
- 2005: Tatort: Der doppelte Lott
- 2007: Beutolomäus und die Prinzessin
- 2007: Großstadtrevier (Fernsehserie, Folge Kinder, Kinder)
- 2007: Löwenzahn (Fernsehserie, Folge Salz – Weißes Gold zum Geburtstag)
- 2008, 2013: SOKO Wismar (Fernsehserie, verschiedene Rollen, 2 Folgen)
- 2008: Pfarrer Braun: Heiliger Birnbaum (Fernsehreihe)
- 2008: Unschuldig (Fernsehserie, Folge Hautnah)
- 2008: Schokolade für den Chef
- 2008: Fünf Sterne (Fernsehserie, Folge Umbrüche)
- 2008: Die Anwälte (Fernsehserie, Folge Die kleinen Dinge)
- 2009: Küstenwache (Fernsehserie, Folge  Das Phantom)
- 2009: Der Typ, 13 Kinder & ich
- 2009: Bis an die Grenze
- 2009: Bella Block: Vorsehung (Fernsehreihe)
- 2009: Nachtschicht – Wir sind die Polizei (Fernsehreihe)
- 2010: DIE SNOBS – Sie können auch ohne Dich (Fernsehserie, 6 Folgen)
- 2010–2016: SOKO Stuttgart (Fernsehserie, verschiedene Rollen, 3 Folgen)
- 2011: Gottes mächtige Dienerin
- 2011: Danni Lowinski (Fernsehserie, Folge Wintermärchen)
- 2012: Rosa Roth – Trauma (Fernsehreihe)
- 2012: Unter Verdacht: Das Blut der Erde
- 2012: Heiter bis tödlich: Hauptstadtrevier (Fernsehserie, Folge Betrug macht klug)
- 2013: Wilsberg: Treuetest (Fernsehreihe)
- 2013: Marie Brand und die Engel des Todes (Fernsehreihe)
- 2014: Frauenherzen
- 2014: Besondere Schwere der Schuld
- 2014: ... und dann kam Wanda
- 2014: Dr. Klein (Fernsehserie, Folge Eifersucht)
- 2015: Tatort: Das Haus am Ende der Straße
- 2015: Käthe Kruse
- 2015: Kommissar Marthaler – Ein allzu schönes Mädchen (Fernsehreihe)
- 2015: Der Prinz im Bärenfell
- 2015–2017: Im Knast (Fernsehserie, 10 Folgen)
- 2016: Donna Leon – Das goldene Ei
- 2017: Tatort: Dunkle Zeit
- 2018: Wishlist (Fernsehserie, 2 Folgen)
- 2018: Nachtschicht – Es lebe der Tod
- 2019: 23 Morde – Bereit für die Wahrheit? (Fernsehserie, 6 Folgen)
- 2019: SOKO Hamburg (Fernsehserie, Folge Der Pferdeflüsterer)
- 2020: Babylon Berlin (Fernsehserie, Staffel 3, Folge 3)
- 2022: Letzte Spur Berlin (Fernsehserie, 11. Staffel, 4. Folge)
- 2022: Der Alte (Fernsehserie, 1 Folge)

## Sonstige Veröffentlichungen

### Diskografie
Musik-Singles:
- 1997: The Legend
- 1998: Candy
- 1998: Panico Biondo
- 1999: Diva
- 1999: Waterfallsoundmachine
- 1999: Super Rock Galaxy
- 2000: If
- 2003: Snakeman
- 2018: Liebelei
- 2018: In the moog for love

Alben:
- 6. Dezember 2013: HOLD: ME
- 16. September 2016: THE MOODY EUROPEAN

### Hörbücher
- 2005: H.C. Artmann: Das Geheimnis des Werwolfs
- 2006: Guy de Maupassant: Der Horla und andere phantastische Geschichten
- 2009: Marco Sonnleitner: Die drei ??? und das Haus des Schreckens
- 2015: 5 Folgen von Sherlock & Watson

### Hörspiele
- 2005: Andreas Knaup:  Kuckuckskind – Regie: Klaus-Michael Klingsporn (Hörspiel – DLR)
- 2008: Ulrich Land: Vernagelt; Regie: Sven Stricker (DKultur)
- 2009: Michael Ende: Jim Knopf und Lukas der Lokomotivführer – Regie: Petra Feldhoff (WDR)
- 2013: Patrick Pécherot: Belleville – Barcelona – Regie: Philippe Bruehl (SWR)
- 2013: Mario Göpfert: Wecke niemals einen Schrat (nach dem gleichnamigen Buch von Wieland Freund) – Regie: Klaus-Michael Klingsporn (Kinderhörspiel – DKultur)
- 2014: Tom Peuckert: Klassiker Europas – Regie: Oliver Sturm (Literarische Séance – RBB)
- 2014: Samuel Beckett: Murphy – Bearbeitung und Regie: Elmar Tophoven (Deutschlandfunk)
- 2014: Hans Delbruck: Doctor mendacii – Regie: Judith Lorenz (Kriminalhörspiel – Deutschlandradio)
- 2014: Bodo Traber: Das Ding im Nebel – Regie: Petra Feldhoff (Kriminalhörspiel – WDR)
- 2014: Friedemann Schulz: Dancing Queen – Regie: Thomas Wolfertz (Radio Tatort – Hessischer Rundfunk)
- 2014: Erich Maria Remarque: Im Westen nichts Neues – Regie: Christiane Ohaus (Radio Bremen)
- 2014: Jewgenij Samjatin: Wir – Regie: Christoph Kalkowski (SWR) (Ausgezeichnet mit dem Deutschen Hörbuchpreis 2016 als „Bestes Hörspiel“)
- 2015: Till Müller-Klug: Ich als Großprojekt – Regie: Thomas Wolfertz (WDR)
- 2015: Wolfgang Zander: Seltene Erden – Regie: Nikolai von Koslowski (RBB)
- 2015: Karl-Heinz Bölling: Mahler zu Besuch – Regie: Silke Hildebrandt (Hessischer Rundfunk)
- 2016: Mareike Maage: K für Kunst – Regie: Mareike Maage (RBB)
- 2017: Frank Naumann: Pfarrer Weltsprache und Doktor Hoffnung – Regie: Steffen Moratz (MDR Kultur)
- 2017: Honoré de Balzac: Vater Goriot – Regie: Judith Lorenz (Deutschlandradio)
- 2017: Jan Decker: Fado fatal – Regie: Alexander Schuhmacher (NDR)
- 2018: Edgar Linscheid & Stuart Kummer: Caiman Club – Regie: Stuart Kummer (WDR)
- 2018: Gesine Schmidt: Begehren – Regie: Andrea Getto (RBB)
- 2018: Daniel Kehlmann: Tyll – Regie: Alexander Schuhmacher (WDR)
- 2024: The Belles. Fantasy-Hörspiel-Serie nach Dhonielle Clayton, Hörspiel, WDR[4]

## Wissenswertes
Hochholdinger tritt auch als Sänger im Musikvideo zum Titel Too Much Love der deutschen Gruppe Get Well Soon auf, bei dem er, am Mikrofon stehend, zusammenbricht. Das Video wird auch unter der Bezeichnung Zoltan dies on Stage (‚Zoltan stirbt auf der Bühne‘) auf verschiedenen Seiten, u. a. YouTube, erneut hochgeladen, wobei stets der Anschein erweckt wird, hier würde der reale Tod eines Musikers bei einem Auftritt in einer schwedischen Musiksendung gezeigt – ohne jedoch Bezug auf den tatsächlichen Hintergrund, auf die Gruppe und den Schauspieler zu nehmen.